# 淯州
淯州（いくしゅう）は、中国にかつて存在した州。歴史上、以下の2カ所に設置された。

## 河南の淯州
本節では、現在の河南省南陽市南召県および方城県一帯に設置された淯州について述べる。南北朝時代の西魏により設置された蒙州を前身とする。隋初には、蒙州は下部に2郡3県を管轄した。582年（開皇2年）、広州襄邑郡の方城・澧水の2県を編入した。601年（仁寿元年）、蒙州は淯州と改称された。607年（大業3年）、郡制施行に伴い、淯州は淯陽郡と改称され、下部に3県を管轄した。隋代の行政区分に関しては下表を参照。
| 隋代の行政区画変遷 | 隋代の行政区画変遷 | 隋代の行政区画変遷 | 隋代の行政区画変遷 | 隋代の行政区画変遷 | 隋代の行政区画変遷   |
| 区分               | 開皇元年           | 開皇元年           | 開皇元年           | 区分               | 大業3年              |
| ------------------ | ------------------ | ------------------ | ------------------ | ------------------ | -------------------- |
| 州                 | 蒙州               | 蒙州               | 広州               | 郡                 | 淯陽郡               |
| 郡                 | 北淯郡             | 雉陽郡             | 襄邑郡             | 県                 | 武川県 向城県 方城県 |
| 県                 | 武川県             | 向城県 北雉県      | 方城県 澧水県      | 県                 | 武川県 向城県 方城県 |

620年（武徳3年）、唐により淯陽郡向城県に淯州が置かれた。625年（武徳8年）、淯州は廃止され、北澧州に編入された。

## 四川の淯州
本節では、現在の四川省宜賓市長寧県一帯に設置された淯州について述べる。700年（久視元年）、唐により淯州が置かれた。淯州は瀘州都督に属し、新定・淯川・固城・居牢の4県を管轄した。宋のとき、淯州は瀘州の羈縻州であった。